# Kielschwanz-Felseidechse

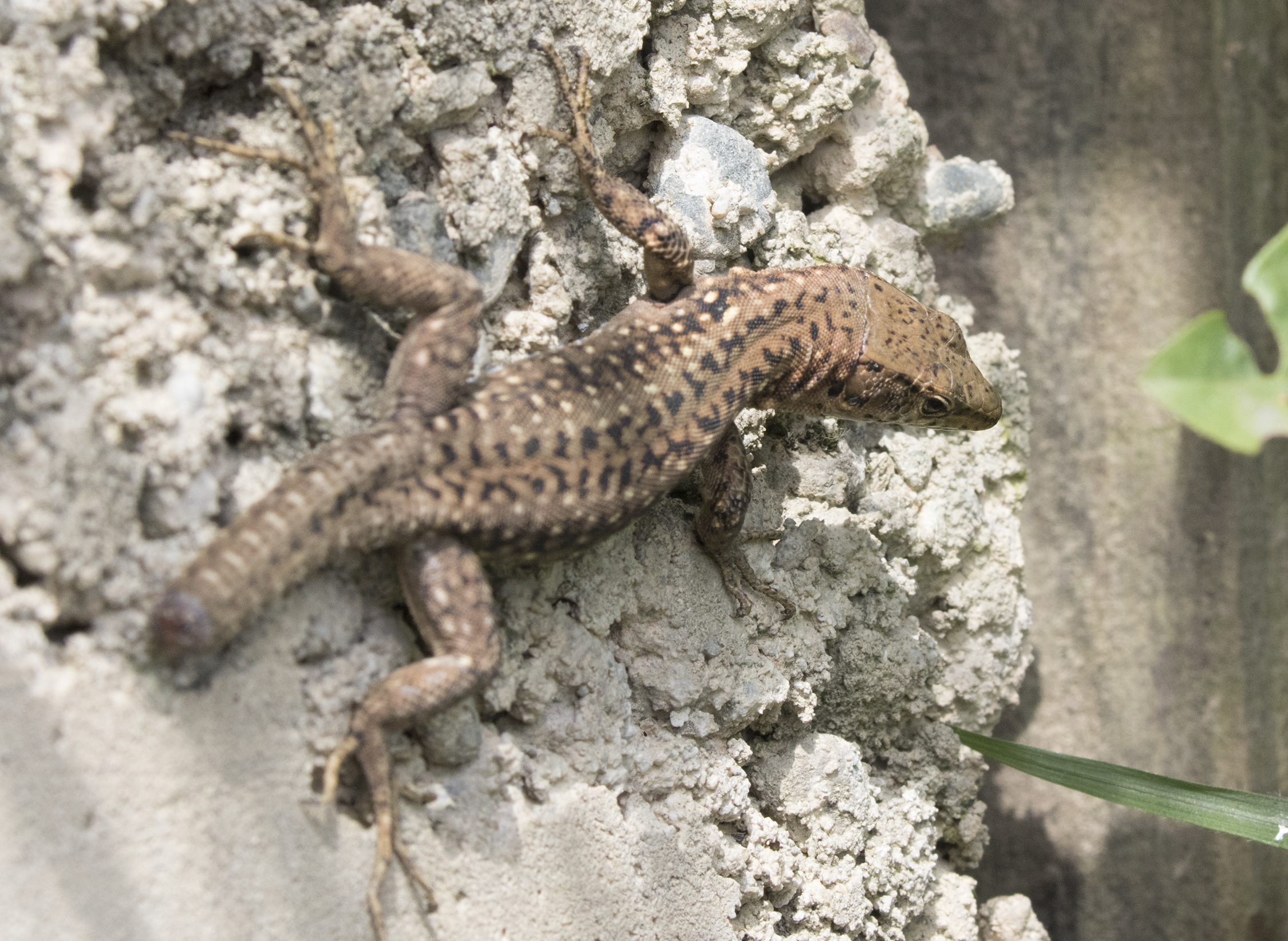
Ein braungefärbtes Exemplar.

Die Kielschwanz-Felseidechse (Darevskia rudis) ist eine Art der Kaukasischen Felseidechsen innerhalb der Familie der Echten Eidechsen. Sie lebt im Kaukasus, Transkaukasien und der Türkei.

## Merkmale
Größte, robusteste und kräftigste Art der Gattung. Gesamtlänge bis 25 cm, Kopf-Rumpf-Länge bis 8,7 cm. Von den meisten anderen Felseidechsen durch die vergrößerten, scharf gekielten Schuppen auf der Oberseite des vorderen Schwanzdrittels zu unterscheiden. Die Kiele laufen nach hinten spitz aus und erzeugen vor allem bei erwachsenen Tieren einen stacheligen Eindruck des Schwanzes. Die Schläfenplatte (Massetericum) und das Trommelfell sind groß und stets deutlich ausgebildet. Das Halsband ist hinten glattrandig, die Rückenschuppen sind meist gekielt.
Die Oberseitenfärbung ist sehr variabel und reicht von grün (hellgrün, dunkelgrün, olivgrün) über gelb und braun (nussbraun, blassbraun) bis grau. Längs der Rückenmitte finden sich dunkle Flecken, die an den Grenzen zu den Flanken einen hellen Streifen freilassen. Auf den Flanken finden sich Reihen miteinander verschmolzener brauner oder schwarzbrauner Flecken. Die hierdurch entstehende bandartige Zeichnung wird durch kleine helle Augenflecken unterbrochen, die besonders im Achselbereich der Männchen blau gefärbt sind. Bei letzteren finden sich außerdem während der Paarungszeit an den Bauchkanten leuchtend blaue Flecken. Die Unterseite ist grünlich, gelbgrünlich, bläulich oder weißlich. Gelegentlich kommen auch zeichnungslose Tiere vor. Die Jungtiere sehen den Erwachsenen ähnlich. Die bei den anderen Felseidechsen vorhandene charakteristisch grün-blaue Signalfärbung des Schwanzes fehlt bei dieser Art.

## Verwechslungsarten

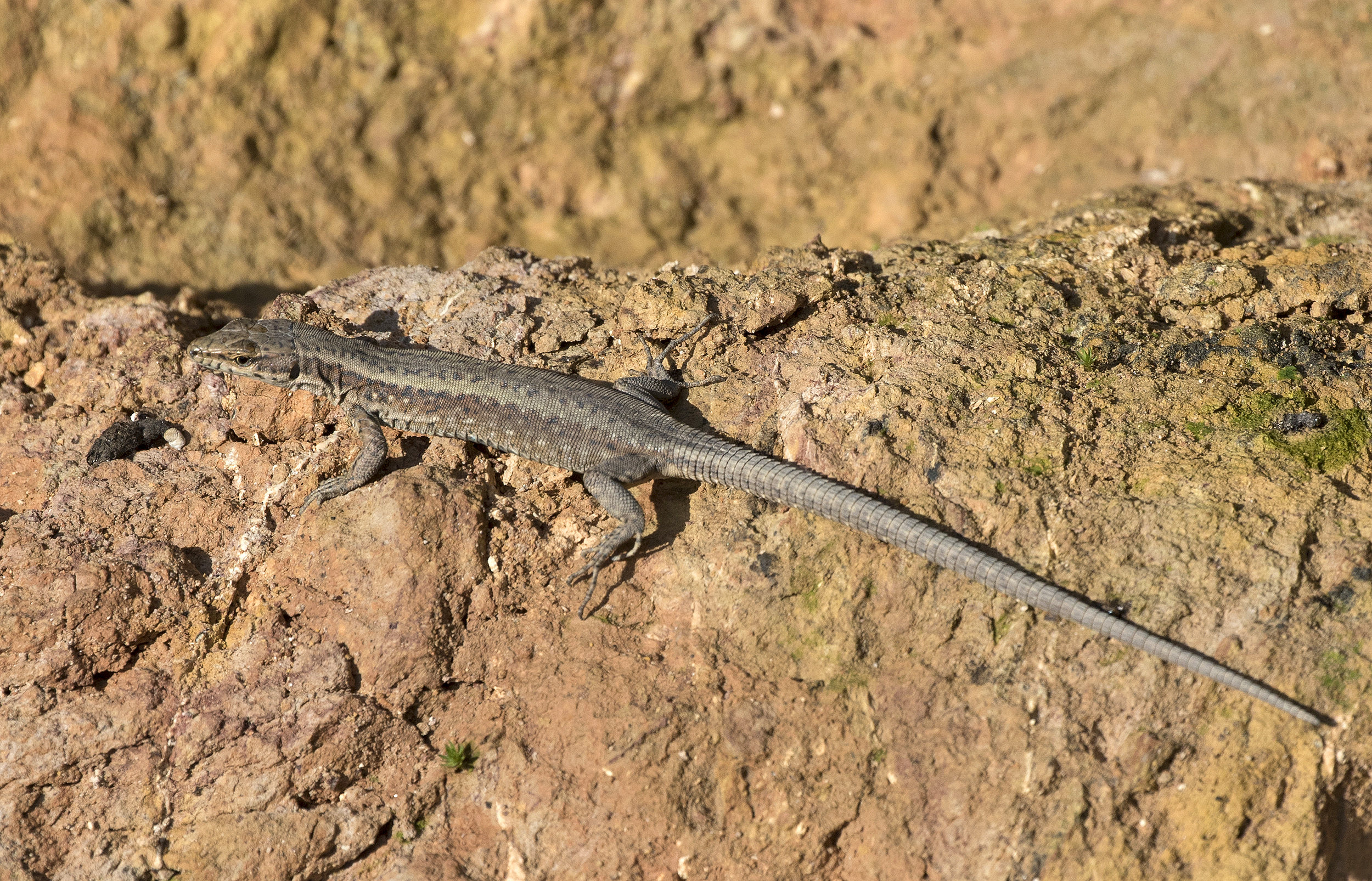

Durch die vergrößerten, scharf gekielten Schuppen auf der Oberseite des vorderen Schwanzdrittels von den übrigen Arten der Gattung Darevskia unterschieden.

## Verbreitung
Das Verbreitungsgebiet der Art reicht von der türkischen Stadt Bursa im Westen, an der nordtürkischen Schwarzmeerküste mit ihrem gebirgigen Hinterland entlang, bis in den Nordwesten von Armenien, nach Georgien und den Süden Russlands. Auch ein kleines Areal im äußersten Nordwesten von Aserbaidschan wird besiedelt. In Europa besiedelt sie nur ein kleines Gebiet, das Teile von Nord-Ossetien, Tschetscheno-Inguschetien, den Südwesten von Dagestan und den Norden von Georgien umfasst. Die Art ist in Transkaukasien und an den Südhängen des Großen Kaukasus weit verbreitet.
In Europa kommen nur die Unterarten D. r. chechenica und D. r. svanetica vor. Die anderen Unterarten leben entlang der türkischen Schwarzmeerküste oder im südlichen Teil Georgiens.

## Lebensraum
Von Meeresspiegelhöhe bis 2400 m über NN, am Nordhang des Großen Kaukasus zwischen 900 und 2400 m, die höchsten Vorkommen liegen in Dagestan. Die Kielschwanz-Felseidechse ist eine sehr anpassungsfähige Art, die primär ein Felsenbewohner ist, jedoch auch in Geröllhalden, an Mauern, Flussufern, in bewaldeten Gebieten, an Straßenrändern und auf Wiesen lebt, sofern zumindest einige Steine oder Baumstämme herumliegen. Als Versteckplätze dienen häufig Spalten und Hohlräume im Gestein und unter Geröll. Teilweise ist die Art auch an lehmigen Hängen zu finden, wo sich die Tiere in der Vegetation der oberen Hangkante verbergen.

## Lebensweise

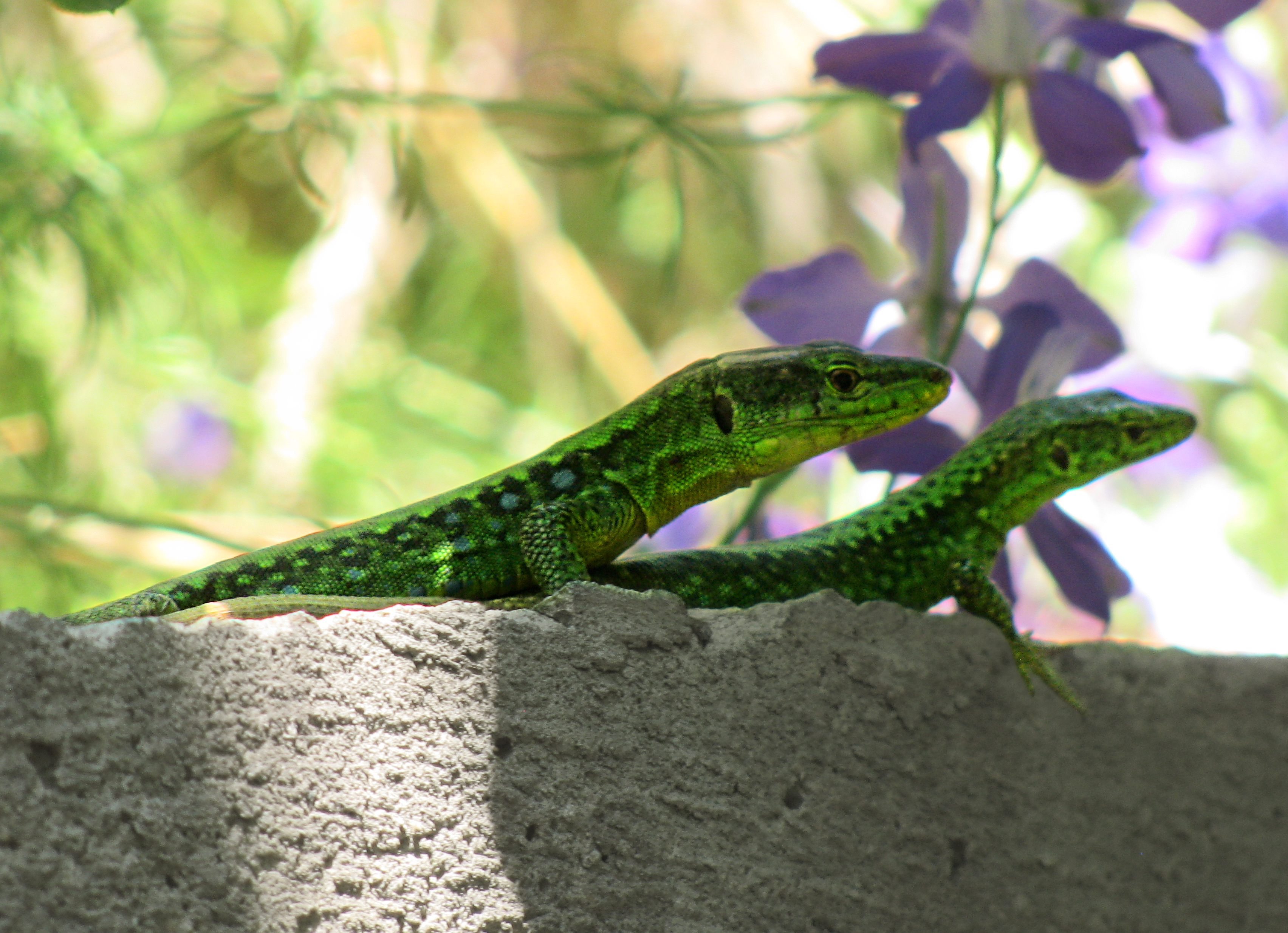
Kopfansicht mit den gut erkennbaren blauen Punkten an der Seite.

Die jährliche Aktivitätsperiode erstreckt sich von Februar/März bis Oktober/November. Die Paarung erfolgt per Flankenbiss. Die Eiablagen finden von Mitte Juni bis Mitte Juli statt, wobei jedes Weibchen normalerweise ein Gelege je Jahr absetzt. Die Eizahl pro Gelege liegt bei 2–8, meistens bei 3–5. Die Eimaße sind offenbar abhängig von der Größe des Weibchens und liegen zwischen 12,5–16 mm Länge und 6–8,5 mm Breite. Die ersten Jungtiere werden ab August angetroffen. Im Frühjahr und im Herbst ist sie vor allem in den Mittagsstunden zu finden, im Sommer eher morgens.
Als Nahrung dienen den Eidechsen Käfer, Heuschrecken, Schmetterlinge und andere Insekten, sowie Spinnen, Schnecken und Regenwürmer. Auch Gehäuseschnecken der Gattung der Bänderschnecken werden erbeutet, wobei das Gehäuse mit den Kiefern geknackt wird. Selten werden auch Jungtiere der eigenen Art gefressen. Die Kielschwanz-Felseidechse als verhältnismäßig große Art lebt an vielen Stellen überraschend friedlich mit ihren kleineren Verwandten zusammen. Über die Feinde ist nichts bekannt.

## Gefährdung
Die IUCN listet die Art als nicht gefährdet (least concern) mit einer stabilen Population. Die Art ist im größten Teil ihres Verbreitungsgebietes häufig und findet sich in günstigen Biotopen in hohen Individuendichten.

## Unterarten
Es werden 9 Unterarten unterschieden.
- Darevskia rudis bischoffi (Böhme & Budak, 1977)
- Darevskia rudis bolkardaghica Arribas et al., 2013
- Darevskia rudis chechenica (Eiselt &  Darevsky, 1991)
- Darevskia rudis macromaculata ([[Ilya Darevsky|Darevsky]], 1967)
- Darevskia rudis mirabilis Arribas et al., 2013
- Darevskia rudis obscura (Lantz & [[Carl August Otto Cyrén |Cyrén]], 1926)
- Darevskia rudis rudis (Bedriaga, 1886)
- Darevskia rudis svanetica (Darevsky &  Eiselt, 1980)
- Darevskia rudis tristis (Lantz &  Cyrén, 1936)

Unklar ist der Status der südtürkischen Darevskia valentini lantzicyreni, bei der es sich möglicherweise um eine weitere Unterart von D. rudis handelt. Die Unterarten D. r. rudis und D. r. bischoffi haben meist intensiv chromgelbe Unterseiten.
Die ehemalige Unterart Darevskia rudis bithynica ([[Lajos Méhelÿ|Méhely]], 1909) besitzt jetzt Artstatus.